# ویتوریو سنتیمنتی
ویتوریو سنتیمنتی (انگلیسی: Vittorio Sentimenti; ۱۸ اوت ۱۹۱۸ – ۲۷ سپتامبر ۲۰۰۴) بازیکن فوتبال اهل ایتالیا بود.
از باشگاه‌هایی که در آن بازی کرده‌است می‌توان به باشگاه فوتبال یوونتوس، باشگاه فوتبال مودنا، باشگاه ورزشی لاتزیو، و باشگاه فوتبال تورینو اشاره کرد.